# وداع (فیلم ۲۰۱۹)
وداع (انگلیسی: The Farewell) یک فیلم در ژانر درام و کمدی-درام است که در سال ۲۰۱۹ منتشر شد. از بازیگران آن می‌توان به آکوافینا و تزی ما اشاره کرد.
این فیلم بر اساس واقعیت ساخته شده است.